# Yājlū
Yājlū (persiska: ياجلو) är en ort i Iran.   Den ligger i provinsen Ardabil, i den nordvästra delen av landet, 400 km nordväst om huvudstaden Teheran. Yājlū ligger 1 365 meter över havet och antalet invånare är 360.
Terrängen runt Yājlū är platt söderut, men norrut är den kuperad. Terrängen runt Yājlū sluttar söderut. Runt Yājlū är det ganska tätbefolkat, med 139 invånare per kvadratkilometer. Närmaste större samhälle är Ardabil, 19,8 km söder om Yājlū. Trakten runt Yājlū består till största delen av jordbruksmark.